# El águila descalza
El águila descalza es una película mexicana del director mexicano Alfonso Arau estrenada en 1971. Obtuvo el Premio Ariel a Mejor Película en 1972.
Siendo la primera película de Alfonso Arau contiene ya todos los rasgos que darán significado a la carrera del director en el cine mexicano.

## Premios
La película ganó varios premios Ariel en 1972:
- Mejor Película (compartido con Las puertas del paraíso)
- Mejor Actor: Alfonso Arau
- Mejor Argumento: Alfonso Arau, Héctor Ortega y Pancho Córdoba
- Mejor Adaptación: Emilio Carbadillo, Hector Ortega y Pancho Córdoba.

## Artículos complementarios
- Anexo:Premio Ariel a la mejor película

## Sitios exteriores
- El águila descalza en Internet Movie Database (en inglés).
- El águila descalza - Alfonso Arau, Christa Linder, Ofelia Medina en YouTube.

- Datos: Q16144354